# ويل فليتشير
ويل فليتشير (بالإنجليزية: William Fletcher)‏ هو مجدف بريطاني، ولد في 24 ديسمبر 1989 في تشترلي ستريت ‏ في المملكة المتحدة.

## وصلات خارجية
- ويل فليتشير على موقع الاتحاد الدولي للتجديف (الإنجليزية)
- ويل فليتشير على موقع أوليمبيديا (الإنجليزية)
- ويل فليتشير على موقع اللجنة الأولمبية البريطانية (الإنجليزية)